# Epöli szarmata vonulat
Epöli szarmata vonulat este o arie protejată (arie specială de conservare — SAC, sit de importanță comunitară — SCI) din Ungaria întinsă pe o suprafață de 1.577,49 ha, integral pe uscat.

## Localizare
Centrul sitului Epöli szarmata vonulat este situat la coordonatele 47°38′19″N 18°40′07″E / 47.638611°N 18.668611°E.

## Înființare
Situl Epöli szarmata vonulat a fost declarat sit de importanță comunitară în mai 2004 pentru a proteja 4 specii de plante și 10 specii de animale. Situl a fost protejat și ca arie specială de conservare în februarie 2010.

## Biodiversitate
Situată în ecoregiunea panonică, aria protejată conține 13 habitate naturale: Pajiști aluvionare inundabile, de Cnidion dubii, Pajiști stepice panonice pe loess, Pajiști stepice subpanonice, Păduri panonice-balcanice de stejar turcesc - stejar sesil, Păduri aluvionare cu Alnus glutinosa și Fraxinus excelsior (Alno-Padion, Alnion incanae, Salicion albae), Pajiști uscate seminaturale și facies de acoperire cu tufișuri pe substraturi calcaroase (Festuco-Brometalia) (* situri importante pentru orhidee), Pajiști panonice carstice (Stipo-Festucetalia pallentis), Păduri panonice cu Quercus pubescens, Păduri panonice cu Quercus petraea și Carpinus betulus, Liziere de ierburi înalte hidrofile de câmpie și de nivel montan până la alpin, Păduri pe pante, grohotișuri și ravene de Tilio-Acerion, Ape stătătoare oligotrofe până la mezotrofe, cu vegetație de Littorelletea uniflorae și/sau de Isoëto-Nanojuncetea, Tufărișuri subcontinentale peripanonice.
La baza desemnării sitului se află mai multe specii protejate:
- plante (4): Echium russicum, Himantoglossum caprinum, Iris humilis subsp. arenaria, sisinei (Pulsatilla grandis)
- mamifere (5): liliac cârn (Barbastella barbastellus), liliac comun (Myotis myotis), liliacul mare cu potcoavă (Rhinolophus ferrumequinum), liliacul mic cu potcoavă (Rhinolophus hipposideros), popândău (Spermophilus citellus)
- nevertebrate (5): Bolbelasmus unicornis, Isophya costata, rădașcă (Lucanus cervus), croitorul cenușiu al stejarului (Morimus funereus), Probaticus subrugosus

Pe lângă speciile protejate, pe teritoriul sitului au mai fost identificate 36 de specii de plante, 6 specii de păsări, 3 specii de mamifere.